# Battaglia di Taierzhuang
La Battaglia di Taierzhuang (臺兒莊|會戰S, Tái'érzhuāng HuìzhànP) fu una battaglia della seconda guerra sino-giapponese nel 1938, che venne combattuta tra gli eserciti della Repubblica di Cina e dell'Impero del Giappone. La battaglia fu la prima grande vittoria cinese di quella guerra. Essa umiliò l'esercito giapponese e la sua reputazione di forza invincibile; per i cinesi rappresentava un enorme impulso morale.
Tai'erzhuang si trova sulla sponda orientale del Gran Canale della Cina ed era una guarnigione di frontiera a nord-est di Xuzhou. Era anche il capolinea di una diramazione ferroviaria locale da Lincheng. Xuzhou stessa era l'incrocio della ferrovia Jinpu (Tianjin-Pukou), la ferrovia Longhai (Lanzhou-Lianyungang), e il quartier generale della 5ª Zona di guerra del KMT.

## Antefatti

### La situazione politica e strategica
Nel 1938, l'esercito cinese aveva subito enormi perdite in seguito alla caduta di Shanghai e di Nanchino. In particolare, la sua aviazione e la sua marina erano state entrambe praticamente spazzate via. Tuttavia, la determinazione della Cina nel resistere all'invasione giapponese non mostrò segni d'indebolimento. Il 30 gennaio l'alto comando militare giapponese, dopo aver valutato la situazione in Cina, decise che non sarebbero state condotte nuove operazioni offensive fino ad agosto. La posizione dell'imperatore Hirohito era ancora più conservatrice: credeva che ci sarebbe voluto almeno un anno ai giapponesi per consolidare le loro posizioni nel loro territorio appena conquistato e consolidare la loro forza prima di condurre ulteriori operazioni. Pertanto, l'alto comando giapponese decise di attendere fino al 1939 prima di condurre un'offensiva rapida e aggressiva per porre definitivamente fine alla guerra in Cina.
Allo stesso tempo, Chiang Kai-shek rifiutò di accettare i termini giapponesi per la resa. Il 20 febbraio, la Cina ritirò il suo ambasciatore Xu Shiying dal Giappone. Il giorno successivo, il Giappone seguì l'esempio, ritirando il suo ambasciatore Kawagoe Shigeru. All'inizio di quell'anno, Chiang si era anche dimesso dal suo incarico di primo ministro dello Yuan esecutivo, per dedicare completamente i suoi sforzi alla guerra. Le rispettive azioni intraprese da entrambe le parti erano indicative del loro atteggiamento nei confronti della guerra: la Cina era ormai pienamente impegnata, mentre il Giappone mostrava ancora qualche segno di esitazione.

### La situazione militare
Nonostante la dichiarazione di Hirohito che nessuna nuova offensiva sarebbe stata condotta nel 1938, le forze giapponesi in Cina erano ansiose di continuare la loro offensiva, con il morale che raggiunse l'apice dopo la caduta di Nanchino. La strategia preferita dell'IJN sarebbe stata quella di continuare ad avanzare verso ovest lungo il fiume Azzurro per invadere Wuhan.
Tuttavia, l'IJA era riluttante a continuare a seguire questo approccio di seguire i corsi d'acqua, e invece inseguì l'esercito cinese in ritirata dal teatro Shanghai-Nanjing, guidando verso nord nelle tre province di Jiangsu, Shandong e Henan.
Una parte significativa delle forze cinesi che si erano ritirate da Shanghai attraversò il fiume Azzurro verso nord nella regione di Jiangbei. Durante la ritirata da Nanchino, anche molte truppe cinesi sparse si trovarono alla deriva lungo l'Azzurro e nel Jiangbei. L'IJA vide ciò come un'opportunità per perseguire e distruggere questo gruppo di truppe cinesi disorganizzate, ignorando così la strategia dell'IJN di seguire l'Azzurro verso ovest.
Per tutto il dicembre 1937, la 13ª Divisione di Rippei Ogisu inseguì le forze cinesi in fuga, conquistando Jiangdu, Shaobo e avanzando nell'Anhui per catturare Tianchang. Contemporaneamente, nel nord della Cina, la 10ª Divisione di Rensuke Isogai, avanzò verso sud tra Qingcheng e Jiyang per attraversare il fiume Giallo, avvicinandosi alla ferrovia Jiaoji. Ottenere l'accesso alla ferrovia le avrebbe consentito di spostarsi verso ovest e poi verso sud per liberare la ferrovia Jinpu e unire le forze con la 13ª Divisione a Xuzhou. Da lì, le forze giapponesi combinate avrebbero potuto attaccare Wuhan e costringere il KMT alla resa. La guerra si era così spostata dalla 3ª alla 5ª Zona di guerra.

## Ordine di battaglia

### Le armate cinesi
Chiang inviò il suo vice capo di stato maggiore Bai Chongxi a Xuzhou nel gennaio 1938. Li e Bai erano vecchi compagni della Nuova cricca del Guangxi e avevano prestato servizio l'uno accanto all'altro sin dalla battaglia di Longtan nella Spedizione del nord.
Chiang inviò a Li il 21º Gruppo d'armate della 3ª Zona di guerra. Anche un'unità del Guangxi, il 21° era comandato da Liao Lei ed era composto dal VII e dal XLVII Corpo d'armata. In quel momento, anche il 22º Gruppo d'armate di Sun Zhen, un'unità della cricca del Sichuan, arrivò nella regione dello Shanxi-Henan, solo per essere rifiutato sia da Yan Xishan (comandante della 2ª Zona di guerra e presidente dello Shanxi) che da Cheng Qian (comandante della 1ª Zona di guerra e presidente dell'Henan). Sia Yan che Cheng non amavano le unità del Sichuan per la loro scarsa disciplina, in particolare per il dilagante consumo di oppio.
Sotto il comando di Sun Zhen, il 22º Gruppo d'armate aveva schierato quattro delle sue sei divisioni per assistere lo sforzo bellico nel nord della Cina. Organizzato sotto il XLI ed il XLV Corpo d'armata, il contingente iniziò la sua marcia a piedi verso Taiyuan il 1º settembre, marciando ininterrottamente per più di 50 giorni e coprendo circa 1400 chilometri. Quando arrivarono nello Shanxi, essi dovettero affrontare un gelido inverno. Nonostante mancassero le uniformi invernali o anche una sola mappa della provincia, ingaggiarono immediatamente i giapponesi per 10 giorni a Yangquan (阳泉), incorrendo in pesanti perdite. Disperatamente a corto di rifornimenti, fecero irruzione in uno dei depositi di rifornimenti della cricca di Shanxi, facendo infuriare Yan Xishan, che li espulse dalla provincia. Il 22° si ritirò quindi verso ovest nella 1ª Zona di Guerra, solo perché il suo comandante, Cheng Qian, rifiutò la sua richiesta di rifornimenti.

### Le armate giapponesi
| Meridionale    | Comandata da Rippei Ogisu, la 13ª Divisione giapponese si diresse verso ovest da Nanchino tramite due colonne all'inizio di febbraio: la colonna settentrionale avanzò verso Mingguang (明光), mentre la colonna meridionale avanzava verso Chuxian. Entrambe le colonne vennero controllate dal XXXI Corpo d'armata di Wei Yunsong, che era stato incaricato di difendere la sezione meridionale della ferrovia Jinpu da Li Zongren. Nonostante affrontassero un nemico completamente inferiore, i giapponesi non furono in grado di fare alcun progresso anche dopo più di un mese di continui attacchi. I giapponesi quindi schierarono rinforzi corazzati e d'artiglieria da Nanchino. I cinesi risposero ritirandosi verso ovest, alla periferia sud-occidentale di Dingyuan per evitare il confronto diretto con i loro nemici rinforzati. A questo punto, il XLI Corpo d'armata di Yu Xuezhong si era già posizionato difensivamente sulle sponde settentrionali del fiume Huai, formando una linea difensiva tra Bengbu e Huaiyuan. I giapponesi procedettero a conquistare successivamente Mingguang, Dingyuan e Bengbu prima di avanzare verso Huaiyuan. Tuttavia, le loro rotte di rifornimento vennero poi intercettate dal XXXI Corpo d'armata cinese, che condusse attacchi di fianco da sud-ovest. La situazione giapponese peggiorò ulteriormente quando il VII Corpo d'armata cinese (guidato da Liao Lei) arrivò a Hefei, rinforzando il XXXI Corpo d'armata. Ingaggiati contemporaneamente da tre corpi d'armata cinesi, i giapponesi rimasero intrappolati a sud del fiume Huai ed impossibilitati ad avanzare ulteriormente nonostante godessero della completa superiorità aerea e avessero un completo vantaggio nella potenza di fuoco. I cinesi avevano così sventato il piano giapponese di far avanzare la loro 13ª Divisione verso nord lungo la ferrovia Jinpu e unire le forze con la Divisione Isogai (10ª Divisione) per lanciare un attacco a tenaglia su Xuzhou.                                                |
| Nordorientale  | Dopo l'atterraggio anfibio a Qingdao, la 5ª Divisione giapponese (comandata da Seishirō Itagaki), avanzò verso sud-ovest lungo l'autostrada di Taiwei, guidata dalla sua 21ª Brigata fanteria. Lì affrontarono il III Gruppo d'armate cinese, comandato da Pang Bingxun. Nonostante fosse designato come gruppo d'armate, l'unità di Pang era composta solo dal XL Corpo d'armata, che a sua volta consisteva solo nella 39ª Divisione, un'unità dell'Armata nordoccidentale. Guidati dal comandante della divisione Ma-Fawu, i cinque reggimenti della 39ª finirono per ritardare l'avanzata giapponese verso Linyi per oltre un mese. I giapponesi catturarono la contea di Ju il 22 febbraio e si spinsero verso Linyi il 3 marzo. Tuttavia, vennero accolti da un duro contrattacco cinese, che li bloccò nella regione di Taoyuan. I giapponesi condussero quindi pesanti bombardamenti aerei sull'unica divisione cinese, costringendola a ritirarsi a Linyi. Durante questo periodo, il LIX Corpo d'armata di Zhang Zizhong, anch'esso un'unità nordoccidentale, si era spostato verso est da Xuzhou lungo la ferrovia Longhai, passando per Tai'erzhuang prima di avanzare verso nord verso Linyi. Esso attraversò il fiume Yi il 12 marzo ed attaccò il fianco sinistro giapponese, ingaggiandoli dal 13 al 18 marzo, durante il quale la 39ª Divisione è riuscita a respingere i giapponesi fuori dalla regione di Linyi. Inseguiti dai cinesi da due direzioni, i giapponesi vennero costretti a ritirarsi, perdendo quasi due interi battaglioni nel processo. Questo impegno infranse il mito dell'invincibilità giapponese e umiliò anche il comandante giapponese Seishirō Itagaki, scioccando persino il quartier generale dell'IJA. Sebbene la 5ª Divisione giapponese in seguito si sia riorganizzata e abbia riprovato, aveva perso l'elemento sorpresa. La sconfitta giapponese a Linyi per mano delle unità regionali cinesi scarsamente addestrate ed equipaggiate pose le basi per la successiva battaglia a Tai'erzhuang. |
| Settentrionale | Delle tre divisioni giapponesi che entrarono nella 5ª Zona di Guerra della Cina, la 10ª Divisione, comandata da Rensuke Isogai, ebbe il maggior successo. Partendo da Hebei, attraversò il fiume Giallo e si spostò verso sud lungo la ferrovia Jinpu. Con il generale del KMT Han Fuju che aveva ordinato alle sue forze di abbandonare le loro postazioni, i giapponesi conquistarono con successo Zhoucun e si trasferirono a Jinan senza incontrare alcuna resistenza. I giapponesi quindi avanzarono verso sud lungo due colonne da Tai'an. La colonna orientale conquistò Mengyin prima di spingersi verso ovest per conquistare Sishui. La colonna occidentale avanzò verso sud-ovest lungo la ferrovia Jinpu, conquistando Yanzhou, Zouxian e Jining, prima di guidare verso nord-ovest per conquistare Wenshang. Chiang Kai-shek ordinò quindi a Li Zongren di utilizzare la "difesa offensiva"), ovvero prendere l'iniziativa per attaccare attivamente, invece di difendersi passivamente. Pertanto, Li schierò il 22º Gruppo d'armate di Sun Zhen per attaccare Zouxian da sud mentre la 40ª Divisione di Pang Bingxun avanzò verso nord lungo il fianco sinistro del 22° per attaccare Mengyin e Sishui. Anche il 3º Gruppo d'armate di Sun Tongxuan avanzò da sud, lanciando un attacco su due fronti contro i giapponesi a Jining. Combattendo ferocemente dal 12 al 25 febbraio, le rispettabili prestazioni di combattimento del XII Corpo d'armata in particolare contribuirono a migliorare il danno alla reputazione che Han Fuju aveva altrimenti inflitto alle unità dello Shandong. I giapponesi apportarono alcune modifiche strategiche a seguito di questi contrattacchi cinesi: annullarono il loro piano originale di avanzare direttamente verso ovest da Nanchino a Wuhan, in modo da risparmiare più truppe per la spinta verso Xuzhou. |

## La battaglia
Il 25 marzo, i giapponesi lanciarono un attacco a tutto campo su Tai'erzhuang, con un contingente di 300 uomini che sfondò con successo la porta nord-orientale. Il 26 marzo, Tang Enbo isolò gli attaccanti giapponesi dalle retrovie. Tuttavia, essi vennero poi costretti a entrare nel tempio di Chenghuang. I cinesi appiccarono quindi il fuoco al tempio, uccidendo l'intera forza giapponese. Il giorno successivo, i giapponesi lanciarono un altro assalto attraverso il cancello sfondato e si assicurarono la parte orientale del distretto, prima di sfondare anche l'angolo nord-occidentale dall'esterno e catturare il Padiglione Wenchang. Tra marzo e aprile 1938, l'aeronautica della Cina nazionalista dispiegò gli squadroni del 3° e del 4° Gruppo d'inseguimento di caccia a lunga distanza d'interdizione aerea e di supporto aereo ravvicinato delle operazioni di Taierzhuang.
Il 29 marzo, partendo dal sud del distretto, la squadra d'assalto prese d'assalto il padiglione Wenchang da sud e da est, annientando l'intera guarnigione giapponese ad eccezione di quattro soldati giapponesi presi come prigionieri di guerra. I cinesi avevano così ripreso l'angolo nord-occidentale del distretto. All'inizio di aprile, i giapponesi avevano preso i due terzi di Tai'erzhuang, sebbene i cinesi detenessero ancora la Porta Sud.
Il 3 aprile, il 2º Gruppo d'armate cinese lanciò una controffensiva, con la 30ª e la 110ª Divisione che combattevano verso nord rispettivamente a Beiluo e Nigou. Il 6 aprile, l'LXXXV e il LII Corpo d'armata cinese si unirono a Taodun, appena ad ovest di Lanling. La forza combinata si diresse quindi verso nord-ovest, conquistando Ganlugou. Con i vari contrattacchi cinesi che raggiungevano tutti i loro obiettivi, la linea giapponese alla fine crollò e sia la 10ª che la 5ª Divisione vennero costrette a ritirarsi.
Tuttavia, una mobilità di gran lunga superiore ha permesso ai giapponesi di impedire una disfatta completa da parte delle forze cinesi inseguitrici. Duemila soldati giapponesi combatterono per uscire da Tai'erzhuang, provocando ottomila morti; alcuni dei soldati che scapparono commisero harakiri. Ci furono più vittime cinesi, nonostante la mancanza di stime affidabili.

## Le motivazioni per il fallimento giapponese
Alcuni dei motivi più critici del fallimento giapponese sono i seguenti:
1. Nel preludio alla battaglia, i giapponesi vennero ostacolati dalle operazioni di 'offensiva difensiva' condotte dalle varie unità regionali cinesi, che di fatto impedirono alle tre divisioni giapponesi di raggiungere l'obiettivo di collegarsi tra loro.
2. Nonostante il dispiegamento ripetuto di artiglieria pesante, di attacchi aerei e di attacchi con il gas, i giapponesi non furono in grado di costringere il 2º Gruppo d'armate cinese a lasciare Tai'erzhuang e le regioni circostanti, anche se i difensori rischiavano il completo annientamento.
3. I giapponesi non riuscirono ad impedire la manovra del 20º Gruppo d'armate cinese attorno alle loro posizioni di retroguardia, che interruppe le loro rotte di ritirata e diede ai cinesi il vantaggio di un contro-accerchiamento.
4. Dopo l'insubordinazione di Han Fuju e la successiva esecuzione, l'alto comando dell'esercito cinese aggiustò rigorosamente il tono al vertice reprimendo la disciplina militare, che pervase tutti i ranghi e portò anche i soldati più giovani disposti a rischiare la vita nel corso di eseguire i loro ordini. Ad esempio, un "corpo d'armata suicida" venne effettivamente utilizzato contro le unità giapponesi.[2] Essi usavano spade[1][3] e indossavano giubbotti suicidi fatti di granate.

A causa della mancanza di armi anti-corazza, vennero usati anche attacchi suicidi contro i giapponesi. Le truppe cinesi legavano esplosivi come pacchi di granate o dinamite ai loro corpi e si gettavano sotto i carri armati giapponesi per farli saltare in aria. Dinamite e granate venivano attaccate dalle truppe cinesi che si precipitavano contro i carri armati giapponesi e si facevano esplodere. Durante un incidente a Tai'erzhuang, gli attentatori suicidi cinesi distrussero quattro carri armati giapponesi con fasci di granate.

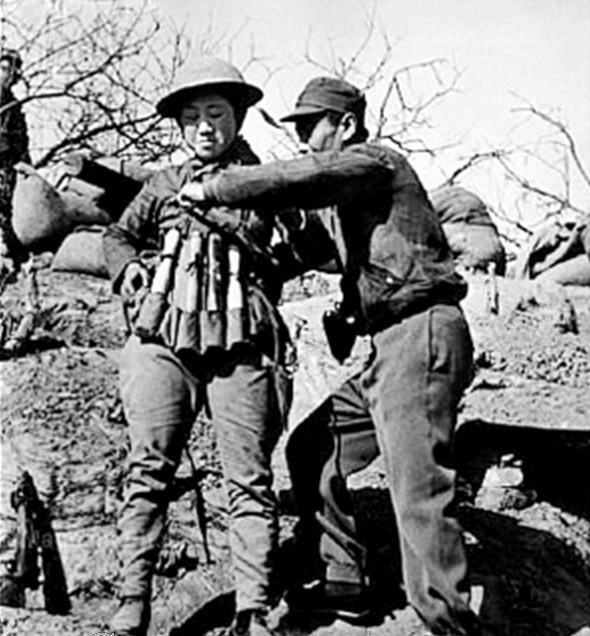
Attentatore suicida cinese che indossa un giubbotto esplosivo fatto di bombe a mano modello 24 da usare in un attacco ai carri armati giapponesi

## Conseguenze
La sconfitta fu un duro colpo per l'esercito giapponese. Fu la prima grande sconfitta giapponese dall'inizio della guerra, infranse il mito dell'invincibilità militare imperiale giapponese e portò un vantaggio incalcolabile al morale cinese. Tra le celebrazioni della vittoria a Hankou e in altre città cinesi, il Giappone negò inizialmente la sua sconfitta e ridicolizzò per giorni i resoconti della battaglia. Ne parlò il New York Times.
La battaglia provocò anche vittime e perdite significative per i giapponesi, che affermarono di aver subito un totale di 11 918 vittime. I cinesi affermarono di aver annientato 24 000 soldati giapponesi oltre ad aver abbattuto 3 aerei e distrutto o catturato circa 30 carri armati e più di 10 altri veicoli corazzati.